# Naples Sulcus
Il Naples Sulcus è una struttura geologica della superficie di Miranda.